# Muhammad Al-Arifi
Muhammad Al-Arifi est un théologien et prédicateur saoudien né le 15 juillet 1970. Il exerce la fonction d'imam de la Mosquée de l’académie « Roi Fahd » de la Marine saoudienne. Il est un élève de Mohamad Tablaoui. Ses prêches diffusés par internet sont très suivis dans le monde musulman et connus pour sa vision salafiste

## Idéologie
Il a grandi dans la ville de Dammam, et y a étudié ses premières étapes de l'éducation, il a étudié au lycée ''Asamhudy'' et voulait étudier la médecine, puis a rejoint la Faculté de la Charia, et évoluer vers des études supérieures à l'Université islamique du ''Imam Muhammad bin Saoud''.
A la fin des années 1980, alors que sa formation le destine a priori à devenir un prêcheur dans une petite ville, il se rend compte de l'influence que peut exercer la diffusion de ses prêches par des moyens modernes comme des enregistrements audio et video, qui lui permettent de se créer une audience.
Il met à profit l'Internet pour élargir encore cette audience. Il dispose de plus de dix-neuf millions de followers sur les réseaux sociaux et il est vraisemblable que ses prêches soient vus par beaucoup d'autres.
Il n'hésite pas à créer des controverses pour attirer l'attention. Ainsi, avant un voyage pour l'Europe, il avait déclaré que « les femmes danoises ont tellement d'amants qu'elles sont incapable de désigner le père de leurs enfants ». Il s'en prend également aux sionistes notamment en lien avec le conflit israélo-palestinien, aux homosexuels et aux chiites et tient en général un discours assez rigoriste au point que le Royaume-Uni a décidé en 2014 de lui interdire l'accès à son territoire.
Bien que ses discours constituent aussi une menace pour la stabilité royaume saoudien, sa popularité le met à l'abri de pressions gouvernementales. En outre, ses prêches peuvent à l'occasion soutenir la politique de l'état, comme c'est le cas lors de la crise du Golfe qui oppose l'Arabie saoudite et plusieurs de ses alliés régionaux au Qatar. Ceci explique probablement pourquoi il n'a pas été inquiété lors du coup de filet du début novembre 2017 qui a vu l'arrestation de plus de deux cents personnes pour raison de corruption, alors même que son initiateur, le prince héritier Mohammed ben Salmane Al Saoud explique vouloir promouvoir un islam modéré.

## Œuvres
- (ar) al-Mufid fi taqrib ahkam al-adhan : 124 fatwá tahummu al-mu'adhdhin wa-sami` al-adhan, Dar al-Hijrah, al-Riyad, 1995 (sur la prière et sur les fatwas)
- (ar) al-Durar al-bahiyah fi al-alghaz al-fiqhiyah : akthar min 300 lughz fiqhi muntakhabah min kutub al-fiqh, mudhayyalah bi-lata'if wa-fawa`id, Maktabat al-Ma`arif lil-Nashr wa-al-Tawzi`, al-Riyad, 2000 (sur le droit musulman et sur les Hanbalites)  (ISBN 9960858162)